# Orionides
Orionides („podobní hvězdnému Orionovi“) je klad teropodních dinosaurů, zahrnující většinu jejich odvozených druhů a také všechny současné i vyhynulé ptáky. Poprvé se objevují během střední jury a přežívají až do současnosti. Mezi orionidy patří zejména skupiny Megalosauroidea a Avetheropoda. Zahrnuje také obecně známé rody dravých dinosaurů jako Allosaurus, Spinosaurus, Giganotosaurus, Tyrannosaurus, Velociraptor nebo třeba vrabec domácí. Tito dinosauři představovali dominantní suchozemské predátory po celé období pozdní jury a křídy, tedy zhruba posledních 100 milionů let druhohorní éry. Patří mezi ně i největší dravci, kteří se kdy na souších naší planety objevili.

## Etymologie
Název Orionides vybrali Matthew T. Carrano, Roger B. J. Benson a Scott D. Sampson ve své studii z roku 2012. Poukazuje na podobnost obřích pravěkých lovců s mytologickým lovcem Orionem, představujícím zimní souhvězdí. Další paralelou je jeden z alternativních názvů pro toto souhvězdí, řecké slovo Alectropodion, což znamená "kuřecí noha". Podobné tříprsté končetiny měli i zástupci kladu Orionides.